# Drosera affinis
Drosera affinis es una especie de planta carnívora perteneciente a la familia de las droseráceas.

## Descripción
Es una planta herbácea perenne, caulescente. El tallo de 1-23 cm de. largo que lleva hojas alternas que se agrupan hacia el ápice. Hojas la mayoría erectas, pero de vez en cuando en las partes más bajas del tallo son descendentes; lámina de 0 · 3-3 x 0 · 2-0 · 5 cm, estrechamente oblanceolada o estrechamente oblanceolada-oblonga, glandular de todo el margen de la superficie superior, pilosa glabra o escasamente por debajo. Pedúnculos 1-4, 8-30 cm de largo, que surge lateralmente desde el tallo, luego se curva para convertirse en erecto, canaliculados, glabra. Inflorescencia racemosa, 3-13 floreció; pedicelos de 2-10 mm de largo, glabra o escasamente piloso; brácteas de 3-5 mm de largo, lineal a elíptico, caduca. Sépalos 5, 5-7 x 1 · 5-2 mm., Connados en la base, oblongo-lanceoladas, pubescentes o pilosas. Pétalos 5, 5-8 mm de largo, de color blanco o púrpura.

## Hábitat
Se encuentra en marismas y pantanos en lugares y zonas de infiltración en suelos pobres en  pastizales cortos y en espacios abiertos en arbolado de Brachystegia.

## Taxonomía
Drosera affinis fue descrita por Welw. ex Oliv. y publicado en Flora of Tropical Africa 2: 402. 1871.

Etimología
Drosera: tanto su nombre científico –derivado del griego δρόσος (drosos): "rocío, gotas de rocío"– como el nombre vulgar –rocío del sol, que deriva del latín ros solis: "rocío del sol"– hacen referencia a las brillantes gotas de mucílago que aparecen en el extremo de cada hoja, y que recuerdan al rocío de la mañana.
affinis: epíteto latíno que significa "afín, relacionada".
Sinonimia
- Drosera flexicaulis Welw. ex Oliv.	[5][6]